# Bokblombock
Bokblombock (Stictoleptura scutellata) är en art i insektsordningen skalbaggar som tillhör familjen långhorningar. 

## Kännetecken
Bokblombocken är en ganska stor skalbagge med en kroppslängd på 12 till 20 millimeter. Den har också långa ben och antenner. Grundfärgen på kroppen är svart, med en gles och ljus fin behåring. Täckvingarna är på ovansidan något ojämna till sin struktur.

## Utbredning
Bokblombocken finns främst i södra och mellersta Europa och österut från Turkiet och Kaukasus till norra Iran. I Sverige har den hittats i Skåne, Blekinge, Halland, Småland och Öland. Den har också hittats i Danmark.

### Status
I Sverige är bokblombocken klassad som sårbar och de senaste årtiondena har fynd av arten främst gjorts i södra Skåne. Det största hotet mot arten är habitatförlust genom att dess livsmiljö, som i Sverige är bokskogar minskar. Bristen på död ved i de skogar där den ännu finns är också ett hot.

## Ekologi
Bokblomboken finns i Sverige främst på bok, men längre söderut i utbredningsområdet finns den också på en del andra trädslag som klibbal, ek, björk och hassel. Larvutvecklingen sker i torr, solbelyst ved i döda eller skadade träd och tar tre år och ibland mer. Den förpuppar sig i början av juni, och den fullbildade skalbaggen kommer fram i slutet av juni till slutet av juli. Som imago kan den födosöka i blommor, men är inte lika flitig på det som många andra blombockar.